# Майстренко, Николай Анатольевич
Николай Анатольевич Майстренко (род. 23 декабря 1947 года, Чкалов, Оренбургская область, РСФСР, СССР) — советский и российский хирург, специалист в области абдоминальной хирургии, полковник медицинской службы, академик РАМН (2011), академик РАН (2013).

## Биография
Родился 23 декабря 1947 года в городе Чкалов.
После четвёртого курса Оренбургского государственного медицинского института перевелся на военно-медицинский факультет Куйбышевского государственного медицинского института, окончив его в 1973 году, после чего в течение трех лет служил в Группе советских войск в Германии (ГДР) в должностях начальника медицинского пункта мотострелкового полка и старшего ординатора отдельного медицинского батальона.
В 1991 году — защитил докторскую диссертацию, тема: «Отдаленные результаты ваготомии и диспансеризация военнослужащих СА и ВМФ», после чего назначается главным хирургом Западной группы войск.
С 1994 по 2018 годы — начальник кафедры абдоминальной (с 2005 года — вновь факультетской) хирургии Военно-медицинской академии имени С. М. Кирова, где работает по настоящее время.
В 2005 году — избран членом-корреспондентом РАМН.
В 2011 году — избран академиком РАМН.
В 2013 году — стал академиком РАН (в рамках присоединения РАМН и РАСХН к РАН).

## Научная деятельность
Специалист в области диагностики и хирургического лечения эндокринологических и абдоминальных больных.
Основные направления научной деятельности:
- разработка организационных, тактических и технических вопросов оказания хирургической помощи больным гастроэнтерологического профиля;
- изучение отдаленных результатов органосохраняющих операций и резекционных вмешательств по поводу осложненных язв желудка и двенадцатиперстной кишки;
- исследования по проблеме холедохолитиаза с использованием лапароскопических, эндоскопических и неоперативных методик его устранения;
- внедрение новых диагностических и лечебных технологий в хирургическую эндокринологию;
- изучение возможностей эндовидеотехнологий в неотложной хирургии острых заболеваний, повреждений и ранений органов брюшной полости;
- разработка актуальных аспектов колоректальной хирургии с использованием новых технологий при выполнении сфинктеросохраняющих операций;
- исследования в области патофизиологии пищеварительного тракта, посвященные диагностике и коррекции моторно-эвакуаторных расстройств желудка и кишечника в раннем послеоперационном периоде;
- изучение вопросов искусственного питания хирургических больных, длительно находящихся в критическом состоянии;
- разработка принципов использования современных физических способов диссекции и коагуляции тканей при вмешательствах на органах брюшной полости;
- исследования в области герниологии, посвященные новым технологиям в лечении больных с наружными грыжами живота.

Автор более 800 научных работ, в том числе 19 монографий и руководств. По различным разделам эндокринной и абдоминальной хирургии издано 18 учебно-методических пособий, практикумов и лекций.
Под его руководством защищено 11 докторских и 18 кандидатских диссертаций.
Член президиума Российского медицинского общества, член Правления обществ эндокринологов, эндоскопических хирургов, хирургов-гепатологов.
Входит в состав редколлегий журналов: «Вестник хирургии имени И. И. Грекова», «Медицинский академический журнал», «Вестник Военно-медицинской академии», «Клиническая патофизиология», издательства «Гуманистика».
Член Международной ассоциации хирургов, член Европейской ассоциации эндоскопических хирургов.

## Награды
- Орден Пирогова (2024)[2]
- Орден «Знак Почёта»
- Премия Правительства Российской Федерации (в составе группы, за 2015 год) - за разработку и внедрение в клиническую практику современных методов хирургического лечения хронического панкреатита[3]
- Заслуженный врач Российской Федерации (1994)[4]
- Орден Святителя Луки (Войно-Ясенецкого) № 2 (2018)[5]
- Европейский орден имени Николая Пирогова
- Почётный доктор Военно-медицинской Академии (2011)[6]